# 三村包常

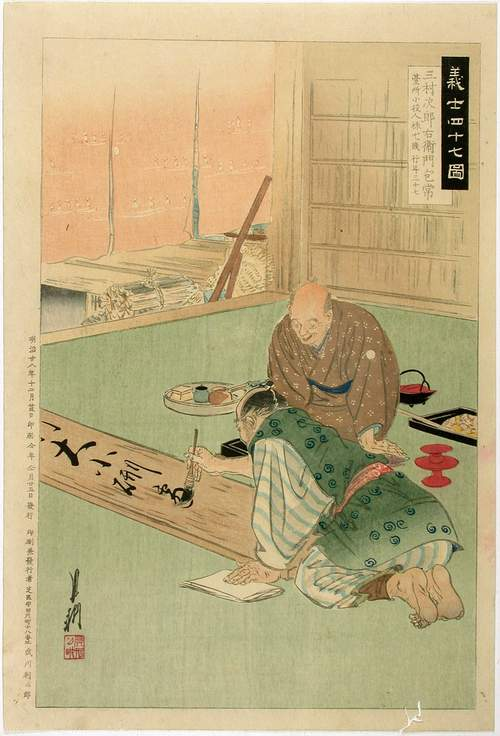
『三村次郎左衛門包常』（尾形月耕画）

三村 包常（みむら かねつね、寛文7年（1667年） - 元禄15年2月4日（1703年3月20日））は、江戸時代前期の武士。赤穂浪士四十七士の一人。通称は次郎左衛門（じろうざえもん）。

## 生涯
寛文7年（1667年）、誕生。播磨赤穂藩に仕え、役職は台所役人（7石2人扶持）で、寺坂信行を除けば四十七士の中では最も身分が低かった。
元禄14年（1701年）3月14日に江戸城で主君浅野長矩が吉良義央に刃傷に及び赤穂藩は改易された。赤穂城が開城された後も赤穂にあったが、この間、包常は浪人した赤穂藩士たちの薪炭などの世話をしたことが、元禄14年（1701年）5月20日の中村正辰の書簡にあり、大石良雄からも感謝状を受けたという。元禄15年（1702年）1月に山科へ赴いて良雄に神文血判書を提出した。10月に大石とともに江戸へ下向し、日本橋石町三丁目の小山屋弥兵衛方に大石らとともに同宿した。身分が低いこともあって基本的に同志たちの間の連絡役に使われていたようだ。吉良邸討ち入りの際には裏門隊に所属し、杉野次房とともに裏門を木づちで破る役割を担った。
その後、三河国岡崎藩主・水野忠之の中屋敷に預けられ、元禄15年（1703年）2月4日、水野家家臣田口安左衛門の介錯で切腹した。享年37。主君長矩と同じ泉岳寺に葬られた。法名は刃珊瑚劔信士。